# Howard Hanson
Howard Hanson (Wahoo, Nebraska, 1896. október 28. – Rochester, New York, 1981. február 26.) amerikai zeneszerző, karmester, zenepedagógus.